# Danville (Pennsylvania)
Danville település az Amerikai Egyesült Államok Pennsylvania államában, Montour megyében, melynek megyeszékhelye is. Lakosainak száma 4239 fő (2020. április 1.).

## Népesség
A település népességének változása:

| 2010 | 4 699 |
| 2020 | 4 239 |